# Kulturminister
Kulturminister är den minister i ett lands regering som ansvarar för kulturpolitiken. Kulturministern leder antingen ett kulturministerium eller sorterar under ett annat ministerium, vanligen utbildningsministeriet. Ministern närmsta medarbetare är vanligtvis en politiskt tillsatt tjänsteman som i flera länder innehar titeln statssekreterare. I flera länder ansvarar kulturministern även för media-, idrotts- och ungdomsfrågor. 
I Europeiska kommissionen är motsvarande ämbete kommissionären med ansvar för utbildning, kultur, flerspråkighet och ungdom. I Europeiska unionens råd möts kulturministrar i formationen Rådet för Utbildning, ungdom och kultur.

## Olika länders motsvarigheter till kulturminister
| Land           | Titel                                           | Ministerium                                    |
| -------------- | ----------------------------------------------- | ---------------------------------------------- |
| Danmark        | Kulturminister                                  | Kulturministeriet                              |
| Finland        | Forsknings- och kulturminister                  | Undervisnings- och kulturministeriet           |
| Frankrike      | Ministre de la Culture et de la Communication   | Ministère de la Culture et de la Communication |
| Grekland       | Kultur- och turistminister                      |                                                |
| Norge          | Kulturminister                                  | Kulturdepartementet                            |
| Polen          | Minister för kultur och nationellt kulturarv    | Ministerstwo Kultury i Dziedzictwa Narodowego  |
| Spanien        | Ministra de Cultura                             | Ministerio de Cultura                          |
| Sverige        | Kulturminister                                  | Kulturdepartementet                            |
| Storbritannien | Secretary of State for Culture, Media and Sport | Department for Culture, Media and Sport        |

## Fotnoter
1. ↑  Ministeriets webbplats
2. ↑  ”Ministeriets webbplats”. Arkiverad från originalet den 17 december 2005. https://web.archive.org/web/20051217154625/http://www.undervisningsministeriet.fi/. Läst 5 december 2011.
3. ↑  Ministeriets webbplats
4. ↑  Formell titel är statsråd.
5. ↑  Departementets webbplats
6. ↑  Ministeriets webbplats
7. ↑  Kulturministeriets webbplats
8. ↑  Formell titel är statsråd och chef för Kulturdepartementet.
9. ↑  Departementets webbplats